# Трубина (Пишминський міський округ)
Тру́бина (рос. Трубина) — присілок у складі Пишминського міського округу Свердловської області.
Населення — 107 осіб (2010, 137 у 2002).
Національний склад станом на 2002 рік: росіяни — 88 %.